# Joinville-Inseln
Die Joinville-Inseln sind eine Inselgruppe vor dem nordöstlichen Zipfel der Antarktischen Halbinsel; hiervon sind die Inseln nur durch den Antarctic Sound getrennt.
- Joinville-Insel – gelegen bei 63° 15′ S, 55° 45′ W; die größte der Inseln.

- D’Urville-Insel – direkt nördlich der Joinville-Insel gelegen und getrennt durch den Larsen-Kanal; die nördlichste der Inseln (63° 5′ S, 56° 20′ W).

- Dundee-Insel

- Paulet-Insel

- Bransfield-Insel

Die Joinville-Inseln wurden 1838 von einer französischen Expedition unter Kapitän Jules Dumont d’Urville entdeckt.
Die einzige Siedlung auf den Inseln war die 1967 errichtete argentinische Forschungsstation Petrel auf Dundee Island, die in der antarktischen Saison 1995/96 aufgegeben wurde.